# Massacre d'Ogossagou
Le massacre d'Ogossagou a lieu le 23 mars 2019, pendant la guerre du Mali. Il est commis dans le village peul d'Ogossagou, près de Bankass, dans le centre du Mali, par des miliciens dogons.

## Contexte

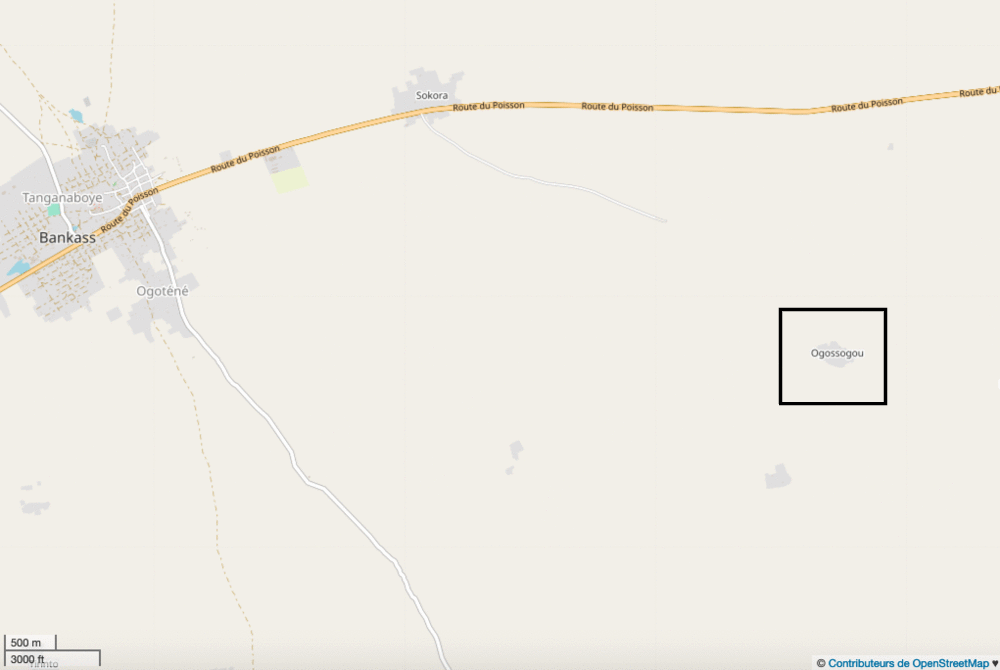
Localisation de la localité d'Ogossagou (entourée d'un rectangle) à quelques kilomètres à l'est de Bankass (à gauche de la carte).

En 2015, la région de Mopti, dans le centre du Mali, devient le théâtre d'attaques djihadistes avec l'apparition de la katiba Macina, dirigée par le prédicateur peul Amadou Koufa. Mais à partir de 2017, les violences prennent un caractère communautaire, opposant Dogons et Bambaras, traditionnellement agriculteurs, aux Peuls, traditionnellement éleveurs, qui sont amalgamés aux djihadistes,. Des milices sont formées, comme l'Alliance pour le salut au Sahel (ASS), peule, et Dan Na Ambassagou, qui regroupe des chasseurs dozos dogons. Au cours de l'année 2018, ce conflit communautaire cause la mort de plus de 500 civils selon l'ONU. Au début de l'année 2019, plusieurs localités peules sont abandonnées de part et d'autre de la frontière entre le Mali et le Burkina Faso. Certains déplacés s'établissent à Ogossagou.
Les rivalités entre communautés peules et dogons sont anciennes,. Selon Francis Simonis, maître de conférences à l’université d’Aix-Marseille : « L'islamisation des Dogons est récente, elle date des années 50. Pour une partie des Peuls, les Dogons ne sont pas des vrais musulmans. Les Dogons, de leur côté, mettent en avant leur ancienneté dans la région et décrivent les Peuls comme des envahisseurs ». De plus, selon Célian Macé, journaliste de Libération : « Le réchauffement climatique et la pression démographique ont aiguisé la compétition pour la terre entre les éleveurs peuls, semi-nomades, et les cultivateurs dogons ». En 2012, le début de la guerre du Mali fait basculer cette rivalité en conflit ouvert. Cette année-là, de nombreux Peuls rejoignent le Mouvement pour l'unicité et le jihad en Afrique de l'Ouest (MUJAO), qui prend possession de la région de Douentza,. Mais la déroute du groupe en 2013, au moment de l'opération Serval, provoque une prolifération d'armes dans la région, lorsqu'il abandonne plusieurs arsenaux qui sont ensuite pillés. Des armes sont ainsi récupérées par des éleveurs et des habitants, qui se regroupent par la suite dans des groupes d’autodéfense communautaires. En 2015, la katiba Macina, dirigée par Amadou Koufa et constituée majoritairement de Peuls, apparaît dans le centre du Mali et commence à mener plusieurs attaques. Selon Francis Simonis : « Peu à peu, les Peuls ont été assimilés, à tort bien entendu, aux jihadistes. Amadou Kouffa a joué sur cette corde en se présentant comme le défenseur de la communauté ». Pour Aurélien Tobie, chercheur à l'Institut international de recherche sur la paix de Stockholm : « Cela a participé au discours de diabolisation des Peuls. Et contribué à en faire une cible légitime pour des milices comme Dan Na Ambassagou ».
Le 1er janvier 2019, un massacre à Koulogon fait 37 morts parmi les Peuls. Le 17 mars, 26 soldats maliens sont tués dans une attaque à Dioura, que les djihadistes du Groupe de soutien à l'islam et aux musulmans revendiquent en la justifiant par les « crimes odieux commis par les forces du gouvernement de Bamako et les milices qui le soutiennent contre nos frères peuls ».
Le 22 mars, le président malien, Ibrahim Boubacar Keïta, reçoit à Bamako les ambassadeurs des 15 pays siégeant au Conseil de sécurité des Nations unies, qui rencontrent le lendemain les signataires de l'accord de paix de 2015. Le 5 mars, le secrétaire général des Nations unies, António Guterres, déclare dans un rapport que « les six derniers mois ont enregistré davantage d'avancées que le reste de la période écoulée depuis la signature de l'Accord en 2015 » grâce, selon lui, à « la pression internationale, notamment la perspective de sanctions ». Depuis janvier 2019, un programme de désarmement des milices, la Commission nationale Désarmement, Démobilisation et Réinsertion (DDR), est en place. Dans le centre le Mali, le président de la commission DDR, Zahabi Ould Sidi Mohamed, affirme fin mars que 1 100 chasseurs dozos et 400 anciens djihadistes se sont enregistrés et doivent être prochainement cantonnés. En janvier, un camp de cantonnement pour ex-djihadistes repentis en attente d'intégrer le processus de DDR est établi à Ogossagou. Ce camp est alors sous l'autorité de Sékou Bolly, un homme d'affaires peul, commerçant et chef d'une milice armée qui affirme être parvenu à débaucher 400 jeunes djihadistes du groupe de Koufa,. Sékou Bolly est alors en contact régulier avec Mamadou Goudienkilé, le président de la coordination nationale de Dan Na Ambassagou, dans le cadre du processus de DDR. Il envisage alors également l'organisation de patrouilles mixtes. Cependant la construction d'un camp à l'intérieur du village d'Ogossagou déplaît à Youssouf Toloba, le chef militaire de Dan Na Ambassagou.
Le 20 mars, la milice Dan Na Ambassagou annonce pour sa part qu'elle « commence les patrouilles » dans l'est de la région de Mopti, « dans le but de sécuriser les populations ».

## Déroulement
Le 23 mars 2019, à l'aube, vers 5 heures du matin, une centaine d'hommes armés, vêtus de la tenue des chasseurs dozos dogons et juchés sur des motos, attaquent le village d'Ogossagou, à quelques kilomètres à l'est de la ville de Bankass, près de la frontière avec le Burkina Faso,,,,. Armés de fusils automatiques et de grenades, les assaillants commencent par attaquer la petite base du village, tenue par 54 à 70 miliciens peuls, parmi lesquels figurent d'anciens djihadistes,,. Ces derniers tentent d'abord de résister, avant de prendre la fuite lorsqu'ils se retrouvent à court de munitions. Ils laissent derrière eux treize morts,,. 
Après les combats, les assaillants investissent le village et s'en prennent à la population civile, tuant hommes, femmes, enfants et vieillards,,. Presque toutes les cases du village sont incendiées,. Selon Cheick Harouna Sankaré, maire de la commune voisine d'Ouenkoro, des femmes sont découpées à coups de machettes et des femmes enceintes sont éventrées. D'après d'autres témoignages, des personnes sont brûlées vives, décapitées ou jetées dans un puits,,,,.
Après avoir mis à sac Ogossagou, les miliciens dogons se rendent ensuite au village de Welingara, situé deux kilomètres plus loin. Celui-ci a été déserté par la majorité de sa population alertée par les tueries, mais quelques habitants encore sur place sont également tués.
L'attaque a été rapide : elle a débuté à 5 h 30 et s'est achevée à 7 heures. Selon Allaye Guindo, le maire de Bankass, les premiers soldats maliens n'arrivent à Ogossagou qu'entre 8 h 30 et 9 heures, alors que l'armée était informée de la tuerie dès 6 heures du matin et qu'elle ne se trouvait qu'à 13 kilomètres du village. Une mission composée d'un détachement de l'armée malienne et des autorités locales gagne ensuite le village dans l'après-midi.

## Bilan humain
Le soir du 23 mars, António Guterres, le secrétaire général des Nations unies, déclare qu'au moins 134 civils ont été tués, dont des femmes et des enfants, et 55 autres blessés.
Le préfet de Bankass, Boubacar Kané, évoque quant à lui un bilan de 115 morts le 23 mars, dont des éléments des DDR, les combattants engagés depuis le début de l'année 2019 dans le processus de « désarmement, démobilisation et réinsertion » prévu par l'accord d'Alger de 2015.
Le 25 mars, le bilan est revu à la hausse et passe à 154 morts selon le porte-parole du gouvernement malien Amadou Koïta,,. Le même jour dans la soirée, Amadou Diallo, conseiller municipal de Bankass, donne un bilan d'au moins 160 morts.
L'association Tabital Pulaaku donne cependant par la suite un bilan encore plus élevé : au moins 170 morts.
Le chef du village d'Ogossagou, Amadou Belko Bari, le marabout Bara Sékou Issa, et leurs familles figurent parmi les morts,.
Le 30 mars, RFI fait état d'au moins 70 blessés. Les blessés les plus graves, au nombre d'environ quarante, sont transportés à l'hôpital de Sévaré, tandis qu'une trentaine d'autres blessés continuent d'être soignés à l'hôpital de Bankass. Selon le docteur Oumar Guindo : « La plupart, sont victimes de blessures par balle, il y a aussi beaucoup de cas de fractures, de brûlures, deux cas d’éviscération… ».
Le 2 mai, la MINUSMA déclare au terme de son enquête que l'attaque a fait au moins 157 morts dont 46 enfants et au moins 12 membres du groupe d'autodéfense,. Des survivants du massacre de Koulogon figurent parmi les victimes. Les corps sont enterrés dans trois fosses communes. La MINUSMA indique également que 65 personnes ont été blessées et que 43 d'entre elles, dont 17 enfants, ont été prises en charge à l'hôpital de Sévaré.
Il s'agit alors du massacre le plus meurtrier depuis le début de la guerre du Mali en 2012,.

## Réactions
L'ONU réagit dans un communiqué et déclare que « le secrétaire général condamne fermement cet acte odieux et appelle les autorités maliennes à enquêter rapidement sur cette tragédie et à traduire ses auteurs en justice ».
La MINUSMA annonce dans un communiqué qu'elle « condamne fermement de telles attaques contre des civils » et déclare qu'« en soutien au Gouvernement malien, la Minusma a fourni un appui aérien afin de prévenir toute nouvelle attaque et a aidé à l'évacuation des blessés ».
Le gouvernement malien condamne « un acte odieux » et s'engage à « traquer les auteurs de cette barbarie d'un autre âge ». Il annonce l'ouverture d'une enquête. Le président malien, Ibrahim Boubacar Keïta, se rend à Ogossagou le 25 mars. Le 29 mars, il décrète trois jours de deuil national.
À Bamako, l'ambassadeur français aux Nations unies, François Delattre, parle d'une « attaque terrible » que « nous condamnons fermement ».
Les ex-rebelles de la Coordination des mouvements de l'Azawad (CMA) publient également un communiqué dans lequel ils déclarent qu'ils « condamnent avec la dernière énergie ce crime imprescriptible » et appelent « à la cessation immédiate de ces massacres qui s'apparentent à un véritable pogrom orchestré ».
Abdoul Aziz Diallo, président de Tabital Pulaaku, la plus grande association peule au Mali, déclare : « Nous condamnons cette barbarie et nous demandons au président de prendre en main le dossier. Le gouvernement et l’armée ont montré leur incapacité. Comme le gouvernement est incapable de défendre nos populations, nous allons aussi nous organiser pour attaquer les dogons et nous allons nous donner les moyens pour cela ».
L'attaque n'est pas revendiquée, mais Dan Nan Ambassagou, la principale milice de chasseurs dozos Dogons, considérée comme pro-gouvernementale, est rapidement accusée par les représentants de la communauté peule,,. Sékou Bolly fait notamment partie des accusateurs : « Si ce n'est pas Dana Ambassagou, qu'on me dise qui c'est  ! Les dozos ne peuvent pas voir les Peuls, ils pensent que tous les Peuls sont des djihadistes. Ils sont habitués à tuer les Peuls, prendre leur bétail, leurs animaux pour aller vendre ça. Ils les volent puis ils partagent entre eux. Ils ont trahi ma confiance, ils sont venus attaquer la base et ensuite ils ont attaqué le village. Ils sont arrivés, ils ont tiré partout et ont tout incendié. [...] Ce que les chasseurs ont fait ce jour-là, les djihadistes ne font pas ça. Eux, ils combattent l'État, les forces internationales, ils ne tuent pas les populations civiles ». 
Dan Nan Ambassagou publie cependant un communiqué dans lequel il dément être à l'origine de l'attaque,,. Son président, Mamadou Goudienkilé, déclare : « Nous nions catégoriquement être impliqués de près ou de loin dans ce massacre que nous condamnons avec la dernière rigueur. [...] Les gens nous accusent parce que les assaillants portaient des tenues de chasseur dogon. Mais ces tenues, tout le monde les porte ! ». Jean Kassogué, le porte-parole de la milice, déclare également : « Nous n'avons rien à voir avec cette affaire. Si les gens disent que c'est Dana Ambassagou qui a fait ça, il faut qu'ils en amènent les preuves. Des gens se déguisent en dozo, ils commettent des attaques et nous font porter le chapeau. Des éléments de Dana Ambassagou ont été tués par ces mêmes hommes déguisés en chasseur, nous aussi on a été victimes de ça  ! Nous ne sommes pas dans la logique d'aller de village en village pour tuer et tout brûler. Nous condamnons ce qui est arrivé, nous ne sommes pas responsables  ! ».
Le 28 mars, plusieurs dizaines de personnes, des Peuls mais aussi d'autres communautés manifestent à Nouakchott devant l'ambassade malienne en Mauritanie pour dénoncer le massacre. Le 30 mars, 500 personnes manifestent également à Paris, devant l'ambassade du Mali en France.
Le 2 mai, la MINUSMA indique que « les atteintes aux droits de l'homme documentées à Ogossagou, prises dans leur contexte, pourraient être qualifiées de crimes contre l'humanité, s'il est démontré que cette attaque s'inscrivait dans le contexte d’une attaque systématique ou généralisée contre la population civile et jugés par un tribunal compétent, en vertu du droit international pénal ».

## Conséquences
Le 24 mars, le  gouvernement malien tient un conseil des ministres extraordinaire en présence du président Ibrahim Boubacar Keïta. Huit haut gradés de l'armée sont démis, dont le chef d'état major général des armées, le général M'Bemba Moussa Keïta et le chef d’état-major de l’armée de terre, le colonel major Abderrahmane Baby,,,. Un décret est également publié ordonnant la dissolution de la milice Dan Na Ambassagou,. Cependant Dan na Amassagou annonce qu'il refuse la dissolution. Youssouf Toloba déclare : « Le gouvernement ne peut pas dissoudre Dan Na Ambassagou parce que ce n’est pas lui qui l’a créé. J’ai créé Dan Na Ambassagou parce qu’il y avait des attaques dans le pays dogon, où le gouvernement est absent. Le 27 septembre 2018, nous avons signé un cessez-le-feu et le gouvernement a promis qu’il allait sécuriser le pays dogon, mais jusque-là rien n’a été fait »,. Il réclame alors « un dialogue intercommunautaire durant lequel tous les porteurs d’armes dans le Centre pourront discuter. C’est la seule voie pour ramener la paix dans la région ».
Le 18 avril, le Premier ministre Soumeylou Boubèye Maïga démissionne avec son gouvernement.

## Enquêtes
Quelques jours après l'attaque, Maouloud Ag Najim, le procureur général de Mopti, déclare que cinq des blessés soignés aux hôpitaux de Sévaré et Bankass ont été arrêtés après avoir été désignés par plusieurs rescapés comme ayant fait partie des assaillants.
Le 2 mai 2019, la MINUSMA déclare qu'au terme de son enquête, elle est « en mesure de conclure que le samedi 23 mars 2019, aux alentours de 5h du matin, un groupe composé d'au moins une centaine d’hommes armés, identifiés comme des chasseurs traditionnels (dozos) et accompagnés par une dizaine d’hommes en tenue militaire et d’autres en tenue civile, a mené une attaque planifiée, organisée et coordonnée sur la partie peule du village d’Ogossagou »

## Suites
Ogossagou est la cible d'une nouvelle attaque le 14 février 2020, au cours de laquelle au moins 21 personnes sont massacrées,,.

### Vidéographie
- [vidéo] Au Mali, la terreur au sein d’un village peul, Le Monde, 25 mars 2019.
- [vidéo] Ibrahim Boubacar Keïta après le massacre des Peuls au Mali : « Nous sommes en guerre », Le Monde, 26 mars 2019.
- [vidéo] Les Observateurs, Attention aux intox autour du massacre d'Ogossagou au Mali, France 24, 15 avril 2019.